# Claude Marquis
Pour les articles homonymes, voir Marquis (homonymie).
Claude Marquis né le 28 janvier 1980 à Cayenne (Guyane) et mort le 24 août 2024 à Montpellier (Hérault), est un joueur international de basket-ball professionnel français. Il mesure 2,03 m et joue au poste de pivot.

## Biographie

### Carrière sportive

#### En club

##### Cholet Basket (1995-2006)
Claude Marquis commence sa carrière sportive en 1995 au centre de formation de Cholet Basket avec lequel il remporte plusieurs compétitions nationales dont le championnat Espoirs en 1997 et le Trophée du Futur en 2000. En 1999, il signe son premier contrat professionnel avec le club de Cholet Basket où il s'impose au poste de pivot titulaire de l'équipe à la suite du départ de K'Zell Wesson en 2003.

##### SIG Strasbourg (2006-2007)
En 2006, il s'engage avec Strasbourg où il rejoint Éric Girard, ancien entraîneur de Cholet Basket mais il peine à s'imposer véritablement.

##### Cholet Basket/Caserte (2007-janvier 2011)
En 2007, il retourne à Cholet Basket où il devient capitaine de l'équipe. Lors de la saison 2009-2010, Claude Marquis est en concurrence avec Randal Falker et surtout avec le jeune Kevin Séraphin au poste 5. Insatisfait de son temps de jeu, il demande alors son transfert vers un autre club et est prêté à Caserte en LegA Due en Italie. De retour de prêt, il se déclare prêt à honorer sa dernière année de contrat lors de la saison 2010-2011 au cours de laquelle le club dispute l'Euroligue.
Le 6 janvier 2011, Cholet Basket le libère. Les deux parties se séparent à l'amiable sur fond de mésentente avec l'entraîneur Erman Kunter.

##### Rah Tarabari Qom (janvier àdécembre 2011)
Il signe dans la foulée pour Rah Tarabari Qom, un club nouvellement promu en Supraleague (première division iranienne). Il y cumule 17 points et 12 rebonds de moyenne.

##### Pau-Lacq-Orthez (2011-2012)
Le 7 décembre 2011 marque le retour de Claude Marquis sur les parquets français, le club de Pau Orthez ayant annoncé son recrutement jusqu'à la fin de saison.

##### SLUC Nancy (décembre 2012-2013)
Après avoir effectué la pré-saison 2012-2013 avec Cholet, il signe, en décembre 2012, en tant que pigiste médical à Nancy, en remplacement de Shawn King, blessé.
Le 16 décembre 2012, son contrat est prolongé jusqu'à la fin de la saison 2012-2013 par Nancy.

##### Retour au Cholet Basket (2013-2014)
Le 11 juin 2013, Cholet Basket annonce le retour de Claude Marquis au club.

##### ESSM Le Portel (janvier 2015-2016)
Le 7 janvier 2015, il revient en France et signe avec l'ESSM Le Portel.
Il met un terme à sa carrière à l'issue de la saison 2015-2016,.

#### En équipe nationale
Claude Marquis fait ses premiers pas en équipe nationale avec les juniors au Championnat d'Europe 1998 à Varna puis avec les espoirs au Championnat d'Europe 2000 en Macédoine. Il rejoint les seniors de l'équipe de France une première fois durant l'été 2003 avant d'être non-retenu, puis participe aux campagnes de 2004, 2005 et 2008. Sa première sélection a lieu le 6 août 2004 à l'Alpe d'Huez contre la Belgique.
Il a été sélectionné à 36 reprises en équipe de France de basket,.

### Style de jeu
Pivot massif et puissant caractérisé par un jeu efficace (poste bas dos au panier), Marquis aime particulièrement travailler son adversaire direct main gauche avant de se retourner et terminer par un petit crochet (hook shot) main droite.

### Reconversion
Claude Marquis avait prévu son retrait des parquets de basket et voulait devenir entrepreneur dans la mode et la technologie. C'est pourquoi il est retourné sur les bancs de l'école en alternance, au lycée Jean-Moulin de Roubaix, pour passer un diplôme en gestion administration des entreprises, tout en développant son projet entrepreneurial à EuraTechnologies à Lille.

### Fin de vie
Claude Marquis meurt le 24 août 2024 à Montpellier, des suites d’une crise cardiaque. Ses obsèques ont été célébrées le 5 septembre 2024 en l'église Sainte Bernadette de Cholet en présence de nombreuses personnalités du basket français.

## Palmarès
- Finaliste de la coupe de France en 2005.
- Vainqueur de la semaine des As 2008.
- Finaliste de la coupe de France en 2008.
- Finaliste de l'EuroChallenge en 2009.
- 2e meilleur joueur français du championnat de France de basket-ball à l'évaluation en 2005.
- 2 sélections au All-star Game : 2004, 2005.
- Vainqueur du Trophée du Futur avec l'équipe espoirs de Cholet Basket en 2000.
- Vainqueur du championnat de France espoirs avec l'équipe de Cholet Basket en 1997.
- 48e meilleur rebondeur de l'histoire de la pro A (1 123 rebonds)[réf. nécessaire].